# 平等県
平等県（びょうどう-けん）は中華民国河南省に存在した県。

## 歴史
1927年（民国16年）、河南省政府は嵩県、洛陽県、宜陽県、伊陽県の一部に平等県を設置することを決定、県境及び県治を確定させた。1929年（民国18年）7月、内政部は設置を認可した。1931年（民国20年）10月に廃止が決定され、1933年（民国22年）10月に嵩県、宜陽県、伊陽県、自由県に編入された。